# Paul Jean Daverio

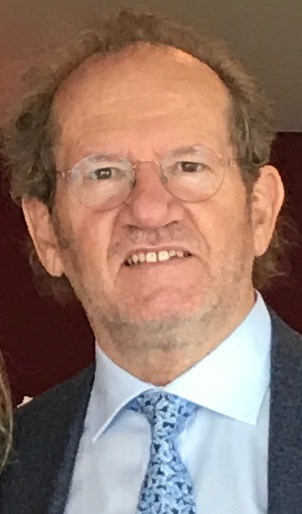
Paul Jean Daverio (2017)

Paul Jean Daverio (* 12. Mai 1944 in Kingersheim) ist ein Arzt, Chirurg, Pferdezüchter, Kunstsammler und Kunstexperte. Er ist international bekannt auf dem Gebiet der Transgender-Operationen und entwickelte die Technik zum Aufbau der Phalloplastik weiter – eines „künstlichen Penis“ – die inzwischen international als Standard gilt.

## Herkunft
Paul Jean Daverio ist das siebte von insgesamt zehn Kindern des Napoleone Daverio, eines Bauunternehmers. Seine Mutter war Aurelia Hauss. Er ist u. a. der Bruder des Kunstkritikers Philippe Daverio. Aufgrund seiner italienischen und elsässischen Herkunft hat er von Geburt an die doppelte Staatsbürgerschaft und war bereits als Kind dreisprachig. Er spricht fließend Französisch, Italienisch, Deutsch, Englisch und Spanisch. Daverio ist Schweizer Staatsbürger. Er hat zwei Kinder und ist in vierter Ehe seit 2013 mit der Journalistin Manuela Daverio-Scharfenberg verheiratet.

## Beruflicher Werdegang
Daverio studierte zuerst Medizin an der Universität Straßburg (1962–63), anschließend weiter an der Universität Freiburg (Schweiz) (1964–65) und am Universitätsklinikum in Lausanne, wo er im Jahr 1973 das Diplome de Médecine Universitaire und die Approbation erhielt.
Von 1973 bis 1975 leitete er eine Kunstgalerie in Lausanne (Galérie des Arts Décoratifs SA) und veröffentlichte mehrere Kataloge und Monographien, u. a. zur Glaskunst aus dem Jugendstil, Lampen von Louis Comfort Tiffany, Tierbronzen des 19. Jahrhunderts in Frankreich Théophile-Alexandre Steinlen, symbolistische Malerei und Präraffaeliten. 1975 eröffnet sein Bruder die Galleria Philippe Daverio in der Via Monte Napoleone in Mailand.
Von 1975 bis 1983 spezialisierte er sich in plastischer Wiederherstellungschirurgie am CHUV (Centre hospitalier universitaire vaudois) und durchlief die verschiedenen Abteilungen der Chirurgie.
1983 gründete er mit spezialisierten Kollegen das Centre Medico-Chirurgical von Ruchonnet als Poliklinik, wo er als Facharzt für Plastische Chirurgie und als Handchirurg arbeitet.
1983 schrieb er seine Dissertation über die Reparatur von Nerven mit Fibrinkleber.
1986 beantragte er die Schweizer Staatsangehörigkeit. Um in der Schweiz praktizieren zu können, musste er ein weiteres Examen vor einem eidgenössischen Regierungsbeamten ablegen (Examen fédéral de médecine humaine).
1985 wurde er Chefarzt für Plastische Chirurgie und Rekonstruktionschirurgie an den Krankenhäusern von Montreux-Vevey „Samaritain – Providence“.
1986 gelangen ihm als erstem Chirurg Geschlechtsangleichende Maßnahmen in einem Schritt, inklusive Phalloplastik mit Mikrochirurgie (one-stage-phalloplastic). Die entscheidende Verbesserung besteht in folgendem: Mastektomie, Hysterektomie, Ovariektomie und Kolpektomie, Urethroplastie und anschließend Phalloplastie mit sensiblem freiem Lappen vom Vorderarm in einer operativen Sitzung von 9 Stunden. Die Technik präsentierte er auf dem European Congress for Plastic Surgery in Stockholm 1986, zusammen mit dem Urologen R. Meyer und dem Gynäkologen Jaques Dequesne.
Bis 1988 arbeitete er weiter in Montreux, anschließend von 1988 bis 1990 in der Clinique La Rosiaz in Lausanne Pully.
1990 ging Daverio nach Spanien, wo er bis 1995 in Madrid an der Clinica Pro Salud mit dem Urologen Aurelio Uson Calvo operierte. Gleichzeitig arbeitet er weiter in Montreux und Monchoisi (Lausanne), wo er die Abteilung für plastische Chirurgie und Wiederherstellungschirurgie aufbaute.
Dabei verbessert Daverio seine Technik bei Frau-zu-Mann- und Mann-zu-Frau-Operationen. Seine Ergebnisse veröffentlichte Daverio u. a. während der Plastic Surgery Week (Phalloplasty Session), in Davos, Schweiz, am 7. März 2003, sowie in verschiedenen Fachbüchern und Kongressen.
Ab 1995 brachte Daverio sein von ihm entwickeltes One-Stage-Operations-Verfahren (All-In-One-Transgender-Operationen) nach Deutschland und leitete in der Klinik Sanssouci in Potsdam fortan dort alle Transgender-Operationen (FzM / MzF) bis Juni 2018.
Ab Juli 2018 wechselte Daverio mit der Kerngruppe seines OP-Teams in Deutschland an die MEOCLINIC in Berlin-Mitte, um dort ein neues Zentrum für Transgender-Chirurgie aufzubauen, deren Schwerpunkt das Daverio-Verfahren der One-Stage-Phalloplasty Transgender-Operationen ist.
Gleichzeitig gründete er die Daverio-Transsurgery-Group, als Teamstruktur für die Zusammenarbeit von Fachärzten in Plastischer und Rekonstruktions-Chirurgie sowie Uro-Gynäkologie zur Spezialisierung im All in One – One-Stage-Phalloplasty Operationsverfahren.
Für die One Stage Phalloplasty operieren zwei verschiedene Experten-Teams gleichzeitig an der mikro-chirurgischen Abtragung des Vorderarmlappens mit Nerven und Gefäßen für den Neo-Penisaufbau durch Rolllappentechnik zum gleichzeitigen Aufbau von Harnröhre und Schließung der Scheide durch Kolpektomie. Ebenso wird der Glansaufbau gefertigt.
Bei der (AiO) All in One - One Stage Phalloplasty werden zeitgleich auch Mastektomie und Hysterektomie durchgeführt, so dass drei Teams gleichzeitig operieren. Der Operationsablauf der einzelnen OP-Schritte ist von Daverio nach seinem präzise abgestimmten Zeitschema zusammengestellt, in dem jedes Arztteam seinen zeitlichen Ablauf zur Durchführung vorgegeben hat. In der Regel dauert eine All in One – One Stage Phalloplasty Operation bei einem erfahrenen Team zwischen sieben und neun Stunden – je nachdem ob auch Mastektomie und Hysterektomie die One Stage Phalloplasty ergänzen. Daverio's Entwicklung dieses AiO GAOP-Verfahrens erlaubt die körperliche Geschlechtsangleichung (GA) bei Frau-zu-Mann in einer einzigen Operation im Unterschied zu den Mehrschritt-GAOP, bei denen Patienten die einzelnen Schritte zur GA in größeren zeitlichen Abständen mit wiederkehrenden Narkosen und Klinikaufenthalten durchlaufen, so dass eine komplett abgeschlossene GA mehrere Jahre dauern kann.
Zur Ausübung des Geschlechtsverkehrs mit dem Neo-Penis durch Penetration kann je nach Fortschritt von Entwicklung der mikro-chirurgisch angeschlossenen Nerven und Gefäße durchschnittlich neun Monate nach Phalloplastikaufbau, wenn sich eine Schutzsensibilität durch Einwachsen der Nerven bis in die Penisspitze entwickelt hat, eine Erektionsprothese implantiert werden, was gleichzeitig mit der Implantation von Silikonhoden von Daverio durchgeführt wird.
Ab 2019 baute Daverio im Zuger Kantonsspital die Abteilung für Transgender-Chirurgie auf und operierte mit wechselnden Teams seitdem bis Juli 2024 die meisten One Stage Phalloplasty-Aufbauten nach seinem OP-Verfahren in der Schweiz.
Seit 2023 stellt Daverio der Klinik für Urologie des Züricher Universitätsspitals seine Expertise als Senior Consultant zur Verfügung zur Zusammenarbeit bei uro-genitalen Komplikationsfällen bei Trans- und Bio-Männern. Zu seiner Erfahrung gehört auch Penisaufbau nach Penisverlust durch Tumor- oder andere Erkrankungen beim Bio-Mann.
Als Chirurg in geschlechtsangleichenden Operationen arbeitet Daverio auch zusammen mit der Universität Bologna in der Abteilung der Andrologie mit Fulvio Colombo.
In den schweizerischen Kliniken Genolier GSMN und Montchoisi, die im Swiss Medical Network zusammenarbeiten, sowie im Zuger Kantonsspital hat Daverio viele Jahre gearbeitet.
Daverio drohte im Zusammenhang mit Pferderennen eine Verurteilung, weil er mutmaßlich ein Pferd hatte antreten lassen, das laut Anklage dazu nicht berechtigt war. Daverio setzte darauf, dass er dank Verjährung niemals verurteilt würde. Das ist am 25. Februar 2020 eingetroffen.